# Gauehrenzeichen

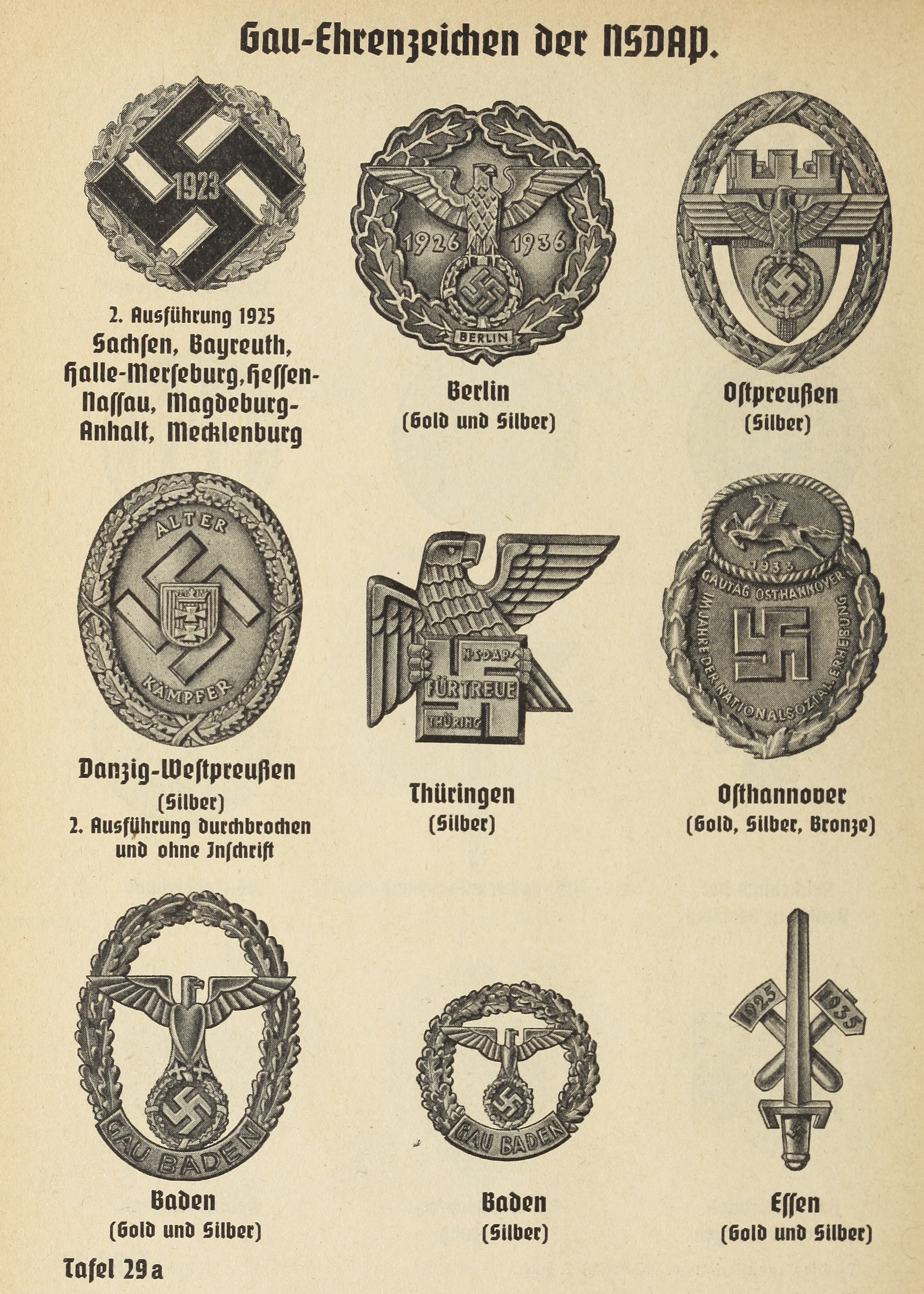
Gauehrenzeichen der NSDAP

Das Gauehrenzeichen war in der Zeit des Nationalsozialismus eine Auszeichnung für – aus Sicht der Nationalsozialistische Deutsche Arbeiterpartei (NSDAP) – verdiente Parteigenossen.
Das Gauehrenzeichen zählt in Deutschland zu den verfassungswidrigen Kennzeichen. Seine Herstellung und das öffentliche Tragen oder Verbreiten ist gemäß § 86a Strafgesetzbuch (StGB) verboten.
Das Ehrenzeichen wurden vom jeweiligen Gauleiter verliehen. Die Verleihungsbestimmungen waren von Gau zu Gau unterschiedlich. Mehrere Gaue des „Dritten Reichs“ – dazu gehörten der Gau Sachsen, der Gau Bayerische Ostmark, der Gau Franken, der Gau Halle-Merseburg, der Gau Hessen-Nassau, der Gau Magdeburg-Anhalt und der Gau Mecklenburg-Lübeck – hatten ein Ehrenabzeichen für so genannte alte Kämpfer herausgegeben, also für Personen, die der NSDAP oder einer ihrer „Kampforganisationen“ schon vor der nationalsozialistischen „Machtergreifung“ von 1933 beigetreten waren. In diesen Fällen hatte das Gauabzeichen eine ähnliche Funktion wie der Ehrenwinkel der Alten Kämpfer. Das Gauehrenzeichen wurde jedoch auch an andere Personen verliehen, die sich besondere Verdienste um die nationalsozialistische Bewegung erworben hatten. Genauere Bestimmungen zur Verleihung des Gauehrenzeichens sind nicht bekannt.
Das allgemeine Gauehrenzeichen mit der Jahreszahl 1923 wurde an Mitglieder der NSDAP verliehen, die bereits vor dem 9. November 1923 – also vor dem Hitler-Ludendorff-Putsch (Marsch auf die Feldherrenhalle in München) – Parteigenossen geworden waren. Für das Abzeichen mit der Jahreszahl 1925 war eine NSDAP-Mitgliedschaft seit der Wiederbegründung der NSDAP am 27. Februar 1925 Voraussetzung.
Das Gau-Abzeichen wurde auf der linken Brustseite getragen. Mitglieder der NSDAP, die neben dem Gauehrenzeichen auch das Goldene Parteiabzeichen der NSDAP besaßen, durften jeweils nur eines der beiden Abzeichen tragen; das gleichzeitige Tragen mehrerer Gau-Abzeichen oder des Gauehrenzeichens und des Goldenen Ehrenzeichens der NSDAP war untersagt.
Alle Gauehrenzeichen zeigten das Hakenkreuz; manche zusätzlich den Reichsadler. In den Gauen, in denen das Ehrenzeichen die Gestalt eines (Reichs-)Adlers hatte – z. B. Thüringen – wurde das Gauehrenzeichen auch als Gauadler bezeichnet.
Als einziger Hersteller des Gauehrenzeichens ist R. Wächtler & Lange aus Mittweida bekannt.
Träger eines Gauehrenzeichens waren unter anderem:
- Hans Bavendamm (* 1896 † 1974), Staatsbeamter und Landwirtschaftsfunktionär
- Otto Born (* 1892 † 1945), Politiker
- Karl Fiedler (* 1897 † 1945), Politiker
- Ernst Kendzia (* 1894 † 1950), Verwaltungsbeamter
- Wilhelm Koppe (* 1896 † 1976), SS-Obergruppenführer
- Karl Pflaumer (* 1896 † 1971), SS-Brigadeführer
- Erich Schüler, (* 1905 † 1987), Politiker
- Adolf Schuppel (* 1895 † 1946), Politiker
- Otto Somann (* 1899 † 1956), Funktionär des SS-Sicherheitsdienstes
- Gerhard Woitschell (* 1910 † 1969), Politiker